# Puberty 2
Puberty 2 —en español: «Pubertad 2»— es el cuarto álbum de estudio de la cantante y compositora estadounidense de música rock indie Mitski, lanzado el 17 de junio de 2016, el primer lanzamiento a través de Dead Oceans. Puberty 2 fue producido por el colaborador de Patrick Hyland. Al lanzarse, Puberty 2 recibió elogios generalizados de los críticos de la música, con muchos elogiando la entrega emocional de Mitski y temas líricamente complejos, que incluyen anhelo, amor, depresión, alienación e identidad racial. Pubertad 2 El álbum fue precedido por el sencillo principal "Your Best American Girl" el 1 de marzo de 2016, junto con el anuncio del álbum, y el segundo sencillo "Happy" en el 3 de mayo de 2016. Un video musical para "A Burning Hill" fue lanzado el 11 de octubre de 2016.

## Lista de canciones
Todas las canciones escritas y compuestas por Mitski Miyawaki, excepto los extras japoneses. 
| N.º   | Título                                   | Duración |  |
| 1.    | «Happy»                                  | 3:40     |  |
| 2.    | «Dan The Dancer»                         | 2:25     |  |
| 3.    | «Once More to See You»                   | 3:01     |  |
| 4.    | «Fireworks»                              | 2:37     |  |
| 5.    | «Your Best American Girl»                | 3:32     |  |
| 6.    | «I Bet On Losing Dogs»                   | 2:50     |  |
| 7.    | «My Body's Made of Crushed Little Stars» | 1:56     |  |
| 8.    | «Thursday Girl»                          | 3:08     |  |
| 9.    | «A Loving Feeling»                       | 1:32     |  |
| 10.   | «Crack Baby»                             | 4:52     |  |
| 11.   | «A Burning Hill»                         | 1:49     |  |
| 31:25 |                                          |          |  |

| Canciones extra del CD Japonés |                          |          |  |
| N.º                            | Título                   | Duración |  |
| 1.                             | «Fireproof»              | 1:49     |  |
| 2.                             | «I'm a Fool to Want You» | 3:49     |  |
| 37:03                          |                          |          |  |

## Personal
- Mitski : música, interpretación, arte del álbum.
- Patrick Hyland – producción, interpretación, masterización, fotografías.

## Posicionamiento en listas
| Chart (2016)                            | Peak position |
| --------------------------------------- | ------------- |
| Bélgica (Ultratop flamenca)             | 137           |
| Estados Unidos (Top Heatseekers Albums) | 5             |
| Estados Unidos (Independent Albums)     | 18            |
| Estados Unidos (Top Alternative Albums) | 19            |
| Estados Unidos (Top Rock Albums)        | 32            |